# Brignolais - Centre Var - Haut Var
Pour les articles homonymes, voir Haut Var.
Le Brignolais, le  Centre Var et le  Haut Var  sont trois micro-pays français situés au centre et au nord du département du Var constituant une région naturelle de France.
Le Syndicat mixte Provence Verte Verdon correspond approximativement à ce territoire sans y inclure toutefois le Haut Var. Ce nom est de plus en plus utilisé dans les différents domaines de l’économie et de la culture.

## Géographie

### Le Brignolais
Le Brignolais est situé au centre de cet ensemble, il correspond aux cantons de Saint-Maximin-la-Sainte-Baume et de Brignoles. Il commence à l'ouest près de Pourrières et fini à l'est au Luc.

### Le Centre Var
Ce micro-pays correspond aux cantons de La Roquebrussanne, de Cuers et de Besse-sur-Issole. Le Centre Var est proche de la mer méditerranée.

### Le Haut Var
Plus au nord, le Haut Var ne doit pas être confondu avec la région naturelle des Alpes-Maritimes qui porte le même nom. Il s'agit là du nord du département du Var qui correspond aux cantons de Barjols, Tavernes, Rians,  Salernes et Aups. Chez certains auteurs le Haut Var inclus le Pays d'Aups et se prolonge jusqu'au pays de Fayence.

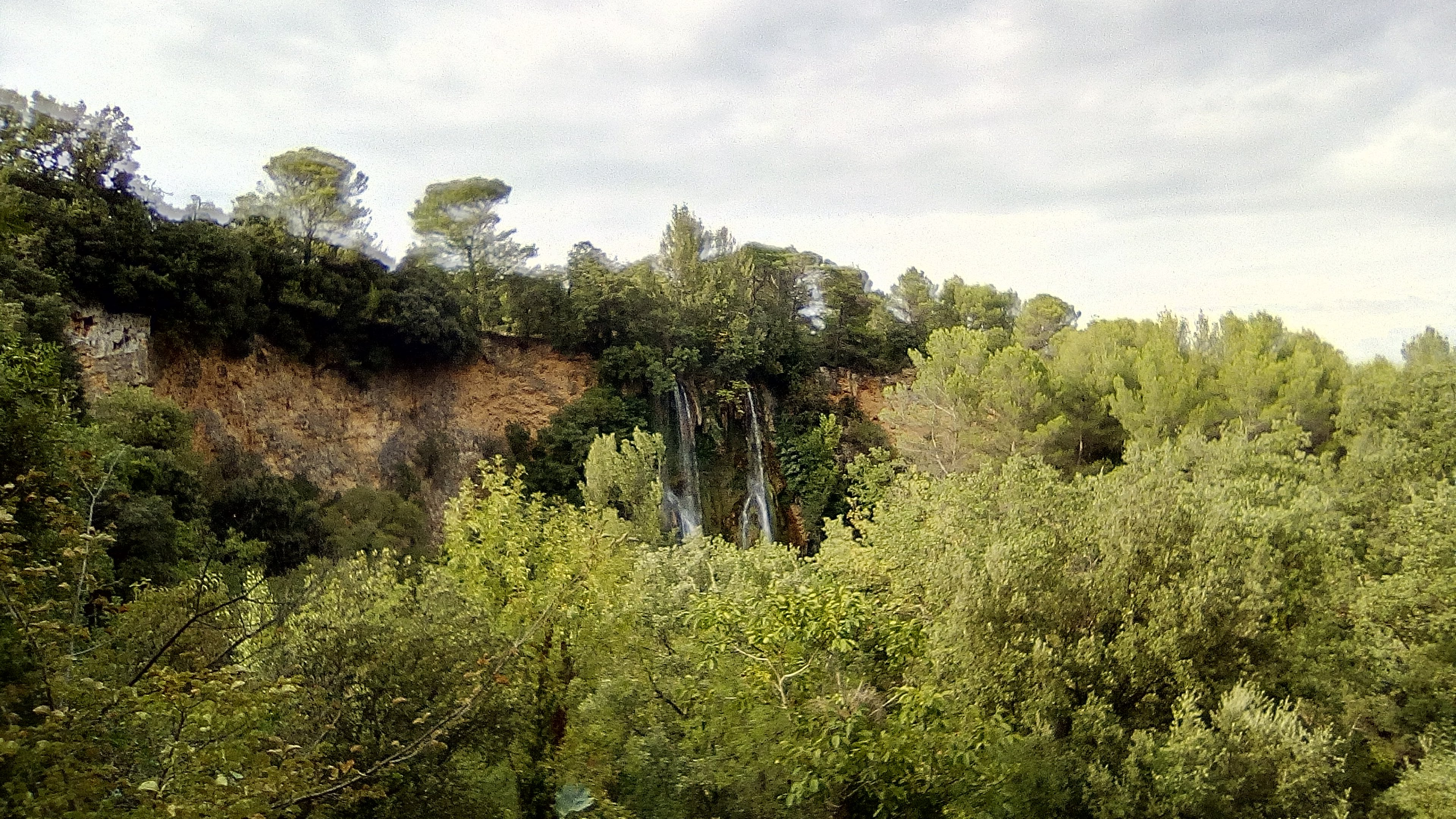
Cascade de Sillans-la-Cascade